# 中頭病院
中頭病院（なかがみびょういん）は、沖縄県沖縄市にある社会医療法人 敬愛会が運営する民間の総合病院。

## 沿革
- 昭和55年10月 沖縄市知花で医療法人 敬愛会 法人設立
- 昭和57年4月 100床で中頭病院開院。開院当初の診療科は、内科・小児科・外科・整形外科・泌尿器科のみであった。*昭和59年6月 140床に増床
- 昭和62年6月 171床に増床、更に9月183床に増床
- 昭和63年7月 240床に増床、更に10月326床に増床
- 平成13年3月 特定医療法人承認
- 平成14年11月	外来棟・ちばなクリニックの分離開院
- 平成15年2月 救急病院　認定
- 平成16年 現在の臨床研修制度が始まり、初期研修医の本格的な臨床研修を開始
- 平成16年11月 地域医療支援病院承認
- 平成21年3月 社会医療法人認定に伴う法人名称の変更
- 平成24年4月 日本内科学会認定教育施設取得
- 平成28年 標榜診療科の変更 → 30診療科へ
- 平成28年10月 沖縄市知花から同市登川の新病院へ移転
- 平成29年2月　病床数19床増床し355床へ
- 令和元年7月　ヘリポート運用開始 (ドクターヘリ受入れ)

## 診療科（令和5年4月現在）
- 内科
- 循環器内科
- 消化器内科
- 呼吸器内科
- 感染症内科
- 血液腫瘍内科
- 内分泌・代謝内科 (糖尿病)
- 腎臓内科 (人工透析)
- 神経内科
- 外科
- 消化器外科
- 肛門外科
- 呼吸器外科
- 乳腺外科
- 心臓血管外科
- 血管外科
- 脳神経外科
- 整形外科
- 形成外科
- 産婦人科
- 小児科
- 小児外科
- 泌尿器科
- 眼科
- 耳鼻咽喉科・頭頸部外科
- 麻酔科
- 病理診断科
- 放射線科
- 救急科
- リハビリテーション科
- 皮膚科

## 指定
- 保険医療機関
- 労災保険指定医療機関
- 指定自立支援医療機関 (更生医療)
- 指定自立支援医療機関 (育成医療)
- 指定自立支援医療機関 (精神通院医療)
- 身体障害者福祉法指定医の配置されている医療機関
- 生活保護法指定医療機関
- 結核指定医療機関
- 療養取扱機関
- 原子爆弾被害者一般疾病医療取扱医療機関
- 未熟児養育医療機関
- 母体保護法指定医の配置されている医療機関
- 地域医療支援病院
- 災害拠点病院
- 臨床研修病院
- 特定疾患治療研究事業委託医療機関
- 小児慢性特定疾患治療研究事業委託医療機関
- 難病指定医療機関
- DPC対象病院（診断群分類包括評価）
- 救急告示病院
- 敷地内完全禁煙施設
- 沖縄県難病医療協力病院